# مكثف (مخبر)

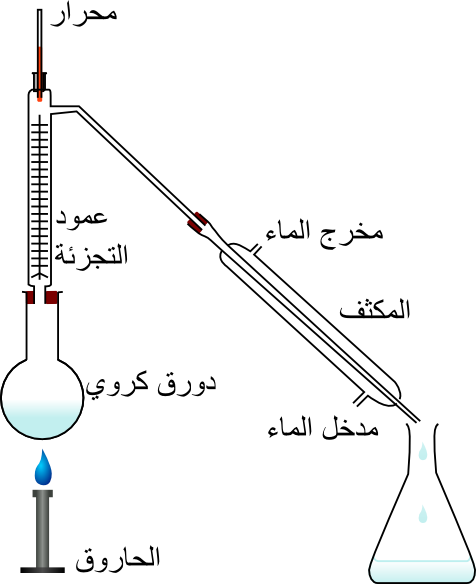
يظهر في الصورة مكثفان مختلفان. الأول (يسار) مكثف فيغريو ويستخدم كمود تجزئة، والثاني مكثف ليبيغ الذي يبرد البخار الساخن ويكثفه إلى سائل

المكثف (الجمع: مُكَثِّفَات) في المخبر، هو قطعة من الأدوات الزجاجية المخبرية ويستخدم في تبريد البخار أو الموائع الساخنة. يتكون المكثف من أنبوب زجاجي كبير يحتوي على أنبوب زجاجي أصغر من سابقه يمتد على كامل طوله حيث يمر ضمنه المائع الساخن.
تكيف نهاية الأنبوب الزجاجي الداخلي عادة وفق وصلات زجاجية مصقولة بحيث يسهل تثبيتها مع الأدوات الزجاجية الأخرى. تترك النهاية العليا عادة مفتوحة للضغط الجوي، أو تهوّى باستخدام صنبور (bubbler) أو أنبوب تجفيف (Drying tube) لمنع دخول الماء أو الأكسيجين.
ويكون الأنبوب الزجاجي الخارجي عادة مزود بفتحتين ناتئتين يمكن وصلهما لتمرير سائل تبريد، إما أن يستعمل ماء الصنبور العادي أو يستعمل مزيج من الماء ومضاد التجمد. وللحصول على أفضل مردود، وللحفاظ على تدرج حراري مباشر وصحيح لتقليل خطر الصدمة الحرارية التي تصيب الأداة الزجاجية المجاورة، يدخل المبرد من جهة نهاية المكثف ويخرج من الجهة الأخرى. ويمكن توصيل عدة مكثفات على التسلسل حين لا يفيد تدفق سائل التبريد في تبريد السطح الداخلي للمكثف.